# Lennart Nilsson (friidrottare)
Sven Lennart Nilsson, född 6 september 1914 i Lundby församling, Göteborgs och Bohus län, död 18 juli 1991 i Backa församling, Göteborg, var en svensk medeldistanslöpare. Han tävlade för Örgryte IS. 
Nilsson vann SM på 800 meter 1938 och 1940 samt på 1 500 meter åren 1935 och 1937. Han är gravsatt i minneslunden på Fridhems kyrkogård.